# Gilley (Alta Marna)
Gilley è un comune francese di 73 abitanti situato nel dipartimento dell'Alta Marna nella regione del Grand Est.

## Società

### Evoluzione demografica
Abitanti censiti